# Малый лори
Малый лори, или малый медленный лори, или маленький толстый лори, или карликовый лори (лат. Xanthonycticebus pygmaeus), — вид приматов из семейства лориевых. Обитает в лесах материковой части Юго-Восточной Азии. Обладает ядовитыми слюной и секретом желез на передних конечностях.

## Классификация
Был научно описан Дж. Левисом Бонхотом в 1907 году как вид Nycticebus pygmaeus. В 2022 году Анна Некарис и Винсент Ниймана переместили малого лори в новый род Xanthonycticebus. Хотя первоначально род считался монотипическим, в 2023 году Мэри Блэр и соавторы обосновали разделение малых лори на два вида: северный Xanthonycticebus intermedius (средний лори) и южный Xanthonycticebus pygmaeus (малый лори). Согласно молекулярному анализу Блэр и коллег, эти два вида разошлись 1,18 млн лет назад (95% наибольшая плотность вероятности [НПВ]: 1,82—0,66 млн лет назад). При этом ближайший общий предок современных представителей северной клады жил 0,22 (НПВ: 0,4–0,11) млн лет назад, а южной клады — 0,35 (НПВ: 0,6—0,17) млн лет назад.

## Описание
Малый лори отличается от среднего более длинной мордой. По сравнению со средним лори этот вид обладает более длинными черепом и нижней челюстью. Волосяной покров в целом немного короче, чем у среднего лори. По данным измерений Блэр и соавторов (2023), имеет длину черепа 55 мм или меньше и длину нижней челюсти 35 мм или меньше; средняя длина головы и тела изученных образцов составляет 264 мм.

## Распространение
Малый лори встречается в восточной Камбодже, на юге Вьетнама и на юге Лаоса. Зоогеографической границей между ареалами малого и среднего лори во Вьетнаме является перевал Хайван в провинции Куангнам, как и у многих других видов позвоночных данного региона. Исторически малый лори обитал до окрестностей Хошимина на юге. Необходимо провести дальнейшие полевые исследования для определения границ распространения малого лори на юге Лаоса и степени потенциальной симпатрии со средним лори.

## Охранный статус
Красная книга МСОП (2021), объединяющая малого и среднего лори под названием Nycticebus pygmaeus, присвоила этому виду охранный статус «Вымирающий» (Endangered). Во Вьетнаме и Камбодже малый лори широко используется в традиционной медицине. В Лаосе угроза использования в «медицинских» целях значительно ниже, но потеря среды обитания из-за сельского хозяйства и заселения людьми может приводить к локальным сокращениям численности. Является распространённым видом в международной торговле домашними животными.
Разделение малого и среднего лори на два вида означает, что конфискованные животные из южной линии, найденные на севере, должны быть выпущены обратно на юг для обеспечения наибольшей вероятности выживания. Кроме того, это является значимым для программ разведения лори в неволе.